# Baeodon
Baeodon – rodzaj ssaków z podrodziny mroczków (Vespertilioninae) w obrębie rodziny mroczkowatych (Vespertilionidae).

## Zasięg występowania
Rodzaj obejmuje gatunki występujące endemicznie w Meksyku.

## Morfologia
Długość ciała (bez ogona) 46–48 mm, długość ogona 34–43 mm, długość ucha 14–18 mm, długość tylnej stopy 6–7 mm, długość przedramienia 32,4–33,5 mm; masa ciała 3–8 g.

## Systematyka
Rodzaj zdefiniował w 1906 roku amerykański botanik i zoolog Gerrit Smith Miller w artykule poświęconym dwunastu nowym rodzajom nietoperzy opublikowanym na łamach Proceedings of the Biological Society of Washington. Na gatunek typowy Miller wyznaczył (oryginalne oznaczenie) żółcinka azteckiego (B. alleni).

### Etymologia
Baeodon: gr. βαιος baios ‘mały, niewielki’; οδους odous, οδων odōn ‘ząb’.

### Podział systematyczny
Taksony z tego rodzaju były wcześniej umieszczane w rodzaju Rhogeessa; w takim ujęciu do rodzaju Baeodon należą następujące gatunki:
- Baeodon alleni (O. Thomas, 1892) – żółcinek aztecki
- Baeodon gracilis (G.S. Miller, 1897) – żółcinek smukły